# Іш-Бошет
Іш-Бошет, Ішбаал (грец. Εισβααλ) — цар об'єднаного ізраїльського царства бл. 1000 р. до н. е., один з синів царя Саула. Вибраний його наступником за допомогою командуючого ізраїльськими військами Авнера та посаджений ним у Маханаїмі (2 Сам. 2:8). Одночасно домом Юди у Хевроні приведений у царі — Давид. Іш-Бошет протримався два роки та був вбитий його колишніми прихильниками(2 Сам. 4:7), що бажали мати привілеї від Давида. Давид дистанціювався від змовників, та обох їх покарав. Голову Іш-Бошета поховав у Авнеровім гробі в Хевроні (2 Сам. 4:12).

## Археологія

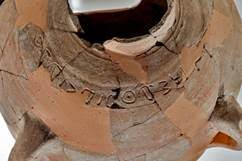
Надпис з іменем Ішбаал Бен Беда на посудині знайденій у Хірбет Кеяфа

Управління старожитностями Ізраїлю повідомило про знахідку археологами 3000-літнього надпису з іменем згаданим у Біблії. Ім'я «Ішбаал Бен Беда» написане на великій керамічній посудині, знайденій у Хірбет Кеяфа. Археологи Йозеф Ґарфінкель та Саар Ґанор завили про те, що такий надпис з цим іменем вперше знайдений і також вказують на можливість приналежності цього імені власнику землі. Це один з чотирьох відомих знайдених надписів датованих X століттям до н. е. — часу царювання над Ізраелем царя Давида. Глиняний глек з надписом знайдений у 2012 році у долині Елаг, близько 20 км від Єрусалиму.